# Blanqueo del chocolate

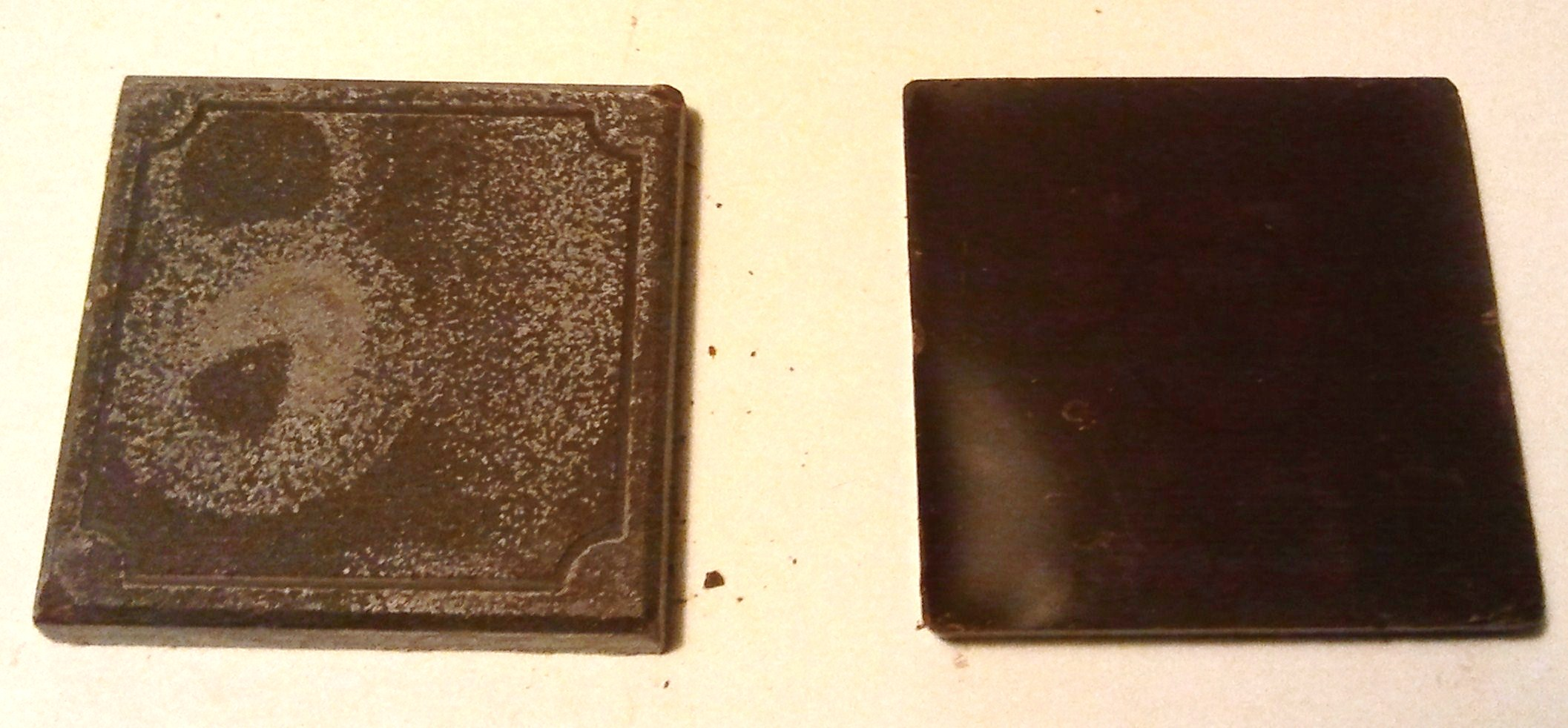
Comparación de barras de chocolate blanqueadas (izquierda) y regulares

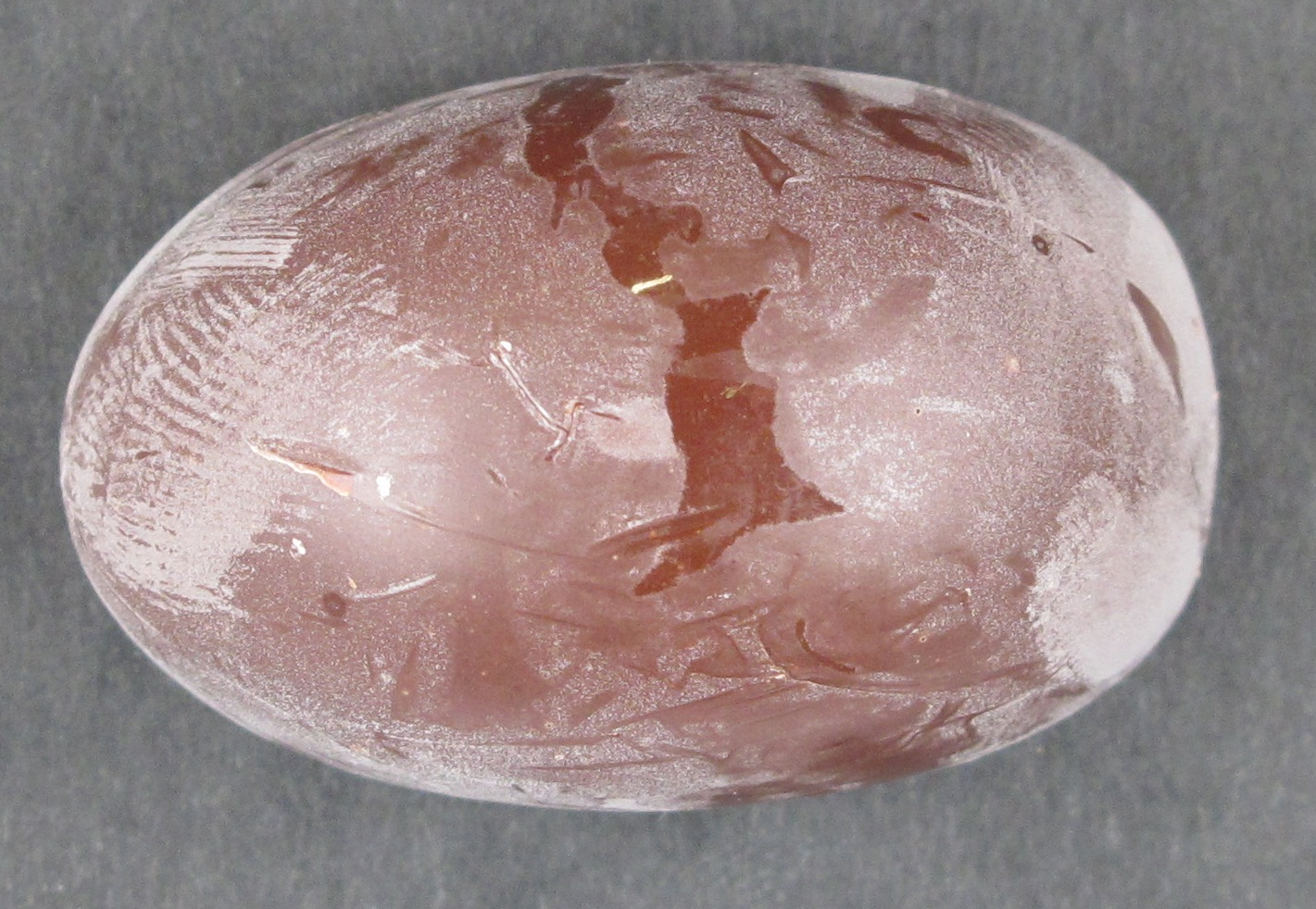
Blanqueo graso sobre chocolate relleno de mazapán

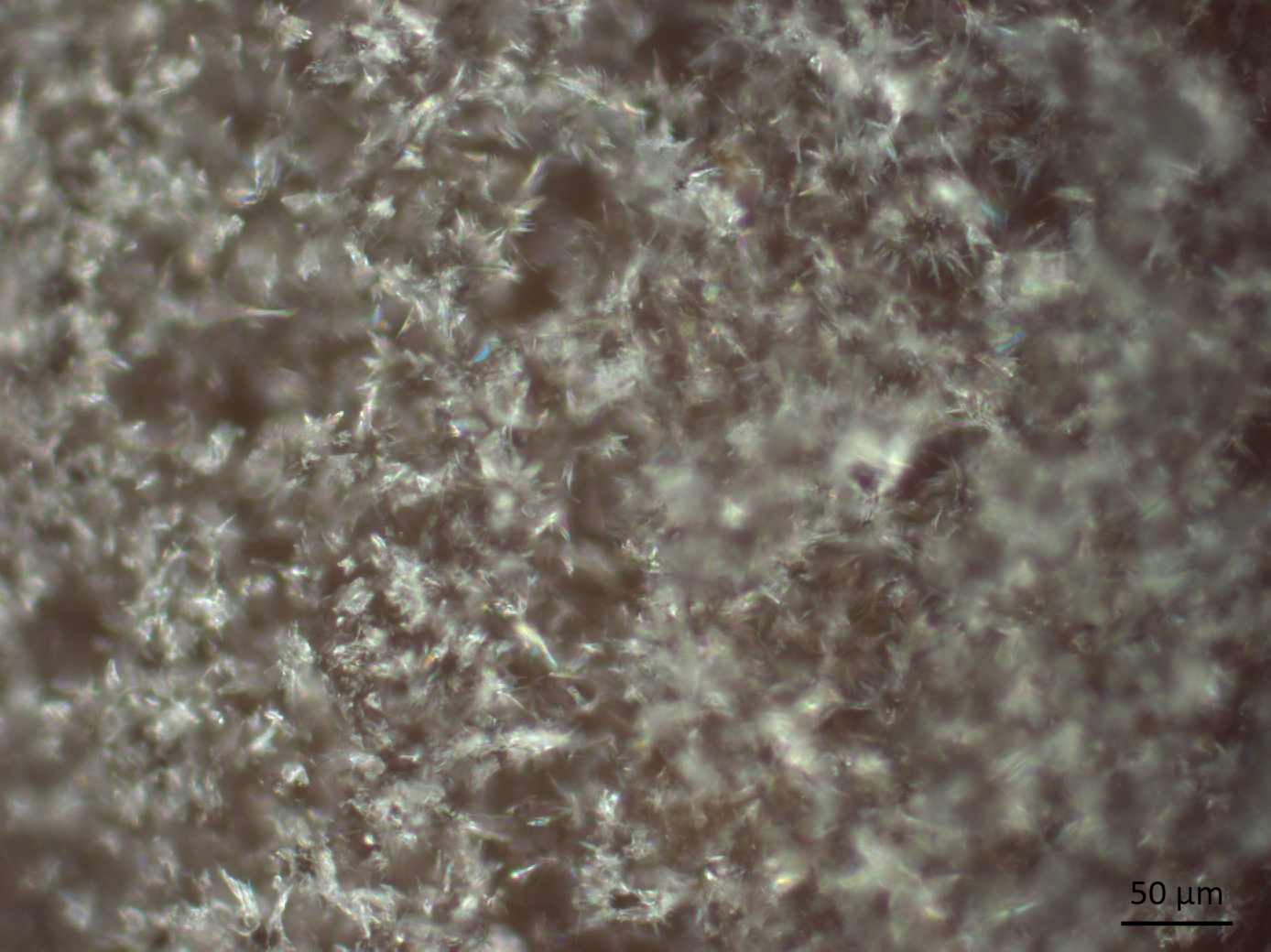
Blanqueo graso visto al microscopio

El blanqueo del chocolate es cualquiera de los dos tipos de recubrimiento blanquecino que pueden aparecer en la superficie del chocolate: el blanqueamiento por grasa, causado por cambios en los cristales de grasa del chocolate; y el blaqueamiento por azúcar, debido a los cristales formados por la acción de la humedad sobre el azúcar. El blanqueamiento por grasa y por azúcar daña la textura del chocolate y limita su vida útil. El chocolate que ha blanqueado todavía es seguro para comer (ya que es un alimento no perecedero debido a su contenido de azúcar), pero puede tener una apariencia y una textura superficial poco apetecibles. El blanqueamiento del chocolate se puede reparar derritiendo el chocolate, revolviéndolo, vertiéndolo luego en un molde y dejándolo enfriar, devolviendo el azúcar o la grasa a la solución.

## Blanqueamiento por grasa
El blanqueamiento por grasa. también llamado blanqueo graso, es la separación de la manteca de cacao de los otros componentes. Generalmente, el blanqueamiento surge por el almacenamiento o la edad. Una formulación incorrecta facilita la aparición del problema. Los triglicéridos de punto de fusión más bajo en la manteca de cacao son más móviles y migran a la superficie del artículo de chocolate.
La manteca de cacao se puede clasificar en formas polimórficas . Los chocolates blanqueados contienen el polimorfo VI que es el más estable de la manteca de cacao. El blanqueamiento ocurre a través de la transformación polimórfica descontrolada de la manteca de cacao de una forma menos estable (forma IV o V) a la forma más estable (forma VI). El método de una buena producción de chocolate depende de garantizar que solo exista la forma estable del ingrediente de manteca de cacao en el producto final. En el chocolate mal templado, la forma IV se transformará en V y, finalmente, en la forma VI, lo que dará lugar a blanqueamiento, mientras que en el chocolate bien templado, la forma V se transformará en la forma VI y también puede producirse el blanqueamiento. Las temperaturas elevadas y/o fluctuantes promueven la tasa de transformación y, por lo tanto, también promueven la tasa de formación de los cristales. Sin embargo, se encuentra que la producción de la forma VI a partir de la forma V no siempre conduce al blanqueo; no se puede establecer una relación directa entre el blanqueamiento por las grasas y la evolución de las formas cristalinas. El inicio de la transformación de cristales de forma V a forma VI no es la causa del blanqueo observado; más bien, esta transición debe considerarse como un aspecto de la recristalización de la manteca de cacao que puede dar lugar al blanqueamiento.

## Blanqueamiento por azúcar
Si bien el más común es el blanqueamiento por grasa, también se produce el blanqueamiento por azúcar, o blanqueo seco o blanqueo azucarero, y no necesariamente se distingue del blanqueamiento de grasa por su apariencia. En muestras recién blanqueadas con azúcar, a menudo es fácil sentir la diferencia en la superficie; el blanqueamiento por azúcar se aprecia seca y no se derrite al tacto, mientras que el blanqueamiento por grasa es resbaladiza y se derrite. A menudo se puede ver la diferencia al dejar una pequeña gota de agua en la superficie. Con el blanqueamiento por grasa, la gota simplemente se acumula. Con el blanqueamiento por azúcar, la gota se aplana y se esparce rápidamente, a medida que el agua disuelve las partículas microscópicas de azúcar en la superficie. Alternativamente, el calentamiento suave de la superficie (con un secador de pelo, por ejemplo) hará que los cristales de la grasa se derritan, eliminando la apariencia del blanqueo, mientras deja el blanqueamiento por azúcar sin cambios.
El blanqueamiento por azúcar es causado por la humedad. La condensación en la superficie del chocolate o la humedad en la cobertura de chocolate hace que el azúcar absorba la humedad y se disuelva. Cuando la humedad se evapora, el azúcar forma cristales más grandes, dejando una capa de polvo. Es causada por:
- Almacenamiento del chocolate en condiciones húmedas.
- Depósito de "rocío" durante la fabricación debido al aire húmedo más frío o al permitir que el chocolate entre en una sala de empaquetamiento a una temperatura por debajo del punto de rocío de esa sala
- Uso de ingredientes higroscópicos (azúcares de bajo grado o azúcares morenos)
- Condiciones de almacenamiento a alta temperatura de productos de confitería cubiertos de chocolate, donde los centros tienen una humedad relativa alta y el vapor de agua que se desprende queda atrapado en los envoltorios.

### Método para minimizar el blanqueamiento por azúcar
El blanqueamiento por azúcar se puede reducir manteniendo una temperatura de almacenamiento adecuada para los productos de chocolate. Se puede utilizar un gráfico psicrométrico para determinar la temperatura por encima de la cual se deben mantener los alimentos para evitar la condensación.

## Otras lecturas
- Beckett, T. Stephen. (2000). La ciencia del chocolate, págs. 85–103. Londres: Sociedad Real de Química.ISBN 9781788012355.OCLC 1098209624.

- Datos: Q227780
- Multimedia: Chocolate bloom / Q227780